# Lufthansa
Deutsche Lufthansa AG (FWB LHA), o simplement Lufthansa, és la major aerolínia d'Alemanya, i amb les seves empreses subsidiàries, la més gran d'Europa, pel que fa a la seva flota. Té la seu a Colònia (Renània del Nord-Westfàlia) sent el seu aeroport base el de Frankfurt i la seva base secundària l'Aeroport Internacional de Múnic. Els seus hangars per a reparacions, de la filial Lufthansa Technik, es troben a Hamburg. Els vols tenen el codi IATA LH i el seu codi OACI és DLH.

## Història
Deutsche Lufthansa es va fundar a Colònia el 6 de gener de 1953 amb el nom de Aktiengesellschaft für Luftverkehrsbedarf (Luftag) com a successora de Deutsche Luft Hansa, desapareguda per les sancions imposades per part dels aliats a Alemanya després de la Segona Guerra Mundial. El 6 d'agost de 1954 va comprar el nom i el logo de l'antiga Deutsche Luft Hansa per 30.000 marcs alemanys i l'1 d'abril de 1955 va començar els vols regulars en línies interiors amb vols entre Hamburg, Düsseldorf, Colònia/Bonn, Frankfurt i Múnic. Poc després inicià els vols internacionals a Londres, París, Madrid i Nova York.
El mes de març de 1960 inicia els seus vols en avions de reacció amb el Boeing 707-430 entre Frankfurt i Nova York i a San Francisco el maig d'aquell mateix any. Durant 1966 les seves accions van cotitzar per primera vegada a Borsa i el 1994 l'estat d'Alemanya encara en posseïa el 34%. Des del 1997 tota la companyia es troba en mans privades.

## Subsidiaries
A part dels seus serveis propis, Lufthansa és el propietari de les aerolínies Austrian Airlines, Swiss International Airlines, Brussels Airlines, i Eurowings. Deutsche Lufthansa, juntament amb Air Canada, SAS Scandinavian Airlines, Thai Airways International i United Airlines, és un dels membres fundadors de l'aliança Star Alliance.

## Flota

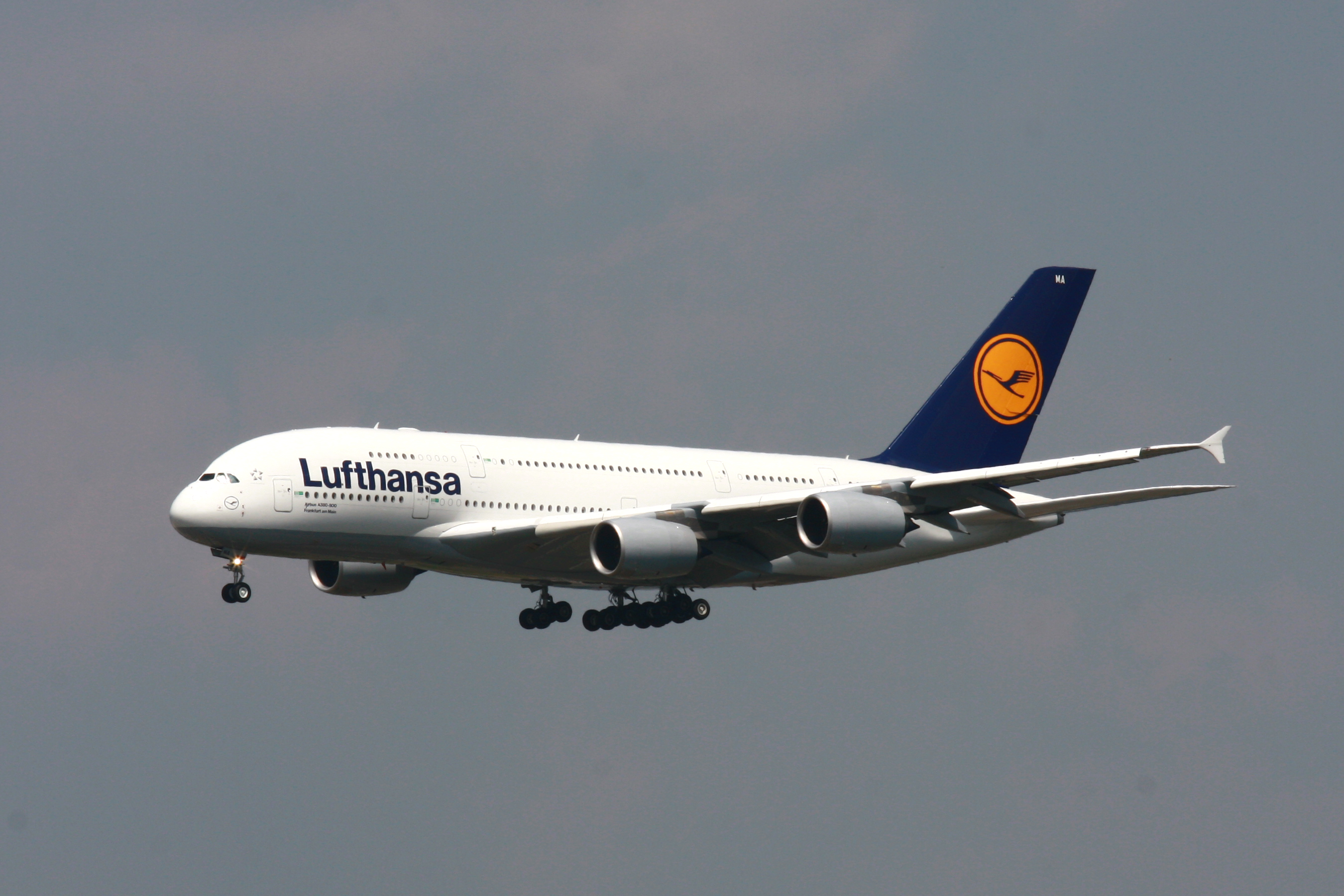
Airbus A380

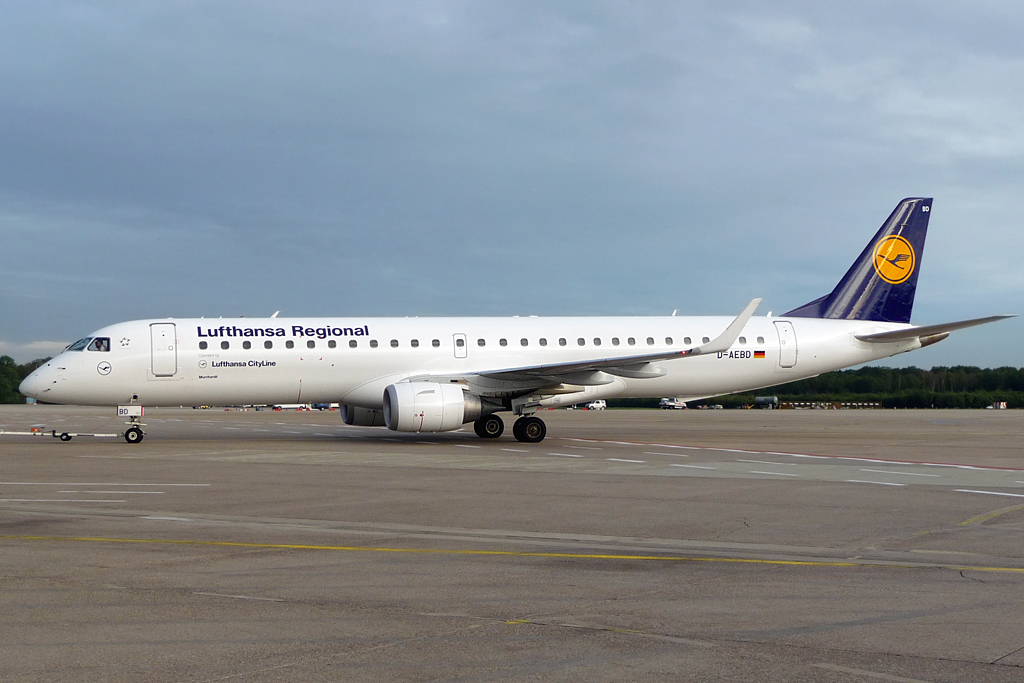
Embraer 195, Lufthansa Regional

La flota de Lufthansa consta de les següents aeronaus (juliol del 2020):
- 23 Airbus A319-100
- 61 Airbus A320-200
- 24 Airbus A320neo
- 20 Airbus A321-100
- 43 Airbus A321-200
- 5 Airbus A321neo
- 15 Airbus A330-300
- 17 Airbus A340-300
- 17 Airbus A340-600
- 16 Airbus A350-900
- 8 Airbus A380-800
- 7 Boeing 747-400
- 19 Boeing 747-8I